# Награда Зоран Радмиловић
Награда Зоран Радмиловић је глумачко признање, награда за глумачку бравуру, коју од 1988. године додељује компанија „Новости“ на Стеријином позорју у Новом Саду.
Добитнику се уручује фигурина Зорана Радмиловића у лику краља Ибија.
Године 1992. основана је Фондација „Зоран Радмиловић“ која од 1993. године заједно са „Новостима“ учествује у додели ове награде, осим тога она организује фестивал „Дани Зорана Радмиловића“ у Зајечару.

## Добитници
Досадашњи добитници ове награде су:
- 1988 — Милан Гутовић за улогу Уче у драми „Ружење народа у два дела“[3]
- 1989 — Лазар Ристовски за улогу Павла у представи „Оригинал фалсификата“
- 1990 — Жарко Лаушевић за улогу у представи „Кањош Мацедоновић“
- 1991 — Аница Добра за улогу Невена у представи „Урнебесна трагедија“
- 1992 — Бранимир Брстина
- 1993 — Лидија Стевановић
- 1994 — Драган Мићановић
- 1995 — Горан Шушљик
- 1996 — Растко Лупуловић
- 1997 — Бранимир Поповић
- 1998 — Сергеј Трифуновић
- 1999 — Анита Манчић за улогу у представи „Каролина Нојбер“[4]
- 2000 — Небојша Дугалић
- 2001 — Небојша Глоговац
- 2002 — Милица Михајловић за улогу Госпаве у представи „Чудо у Шаргану“[5]
- 2003 — Јелена Ђокић за улогу принцезе Атех у „Хазарском речнику“[6]
- 2004 — Александра Јанковић за улогу Ирене у представи „Америка, други део“[7]
- 2005 — Ненад Јездић за улогу „Лепи Дуле“ у представи „Смртоносна мотористика“[8]
- 2006 — Исидора Минић за улогу Надежде у представи „Скакавци“
- 2007 — Јасна Ђуричић за улогу Мајке у представи „Ја или неко други“[9]
- 2008 — Љубомир Бандовић за улогу у представи „Ћеиф“[10]
- 2009 — Нада Шаргин за улогу Розе у представи „Невиност“
- 2010 — Гордан Кичић за улогу Вуфа у представи „Коса“
- 2011 — Никола Ђуричко за улоге у представи „Метаморфозе“[11]
- 2012 — Хана Селимовић за улогу Сене Зољ у представи „Отац на службеном путу“[12]
- 2013 — Слободан Стефановић за улогу Манулаћа у представи „Зона Замфирова“[1]
- 2014 — Горан Јевтић за улогу Живке у представи „Госпођа министарка”[13]
- 2015 — Бранислав Лечић
- 2016 — Милош Самолов
- 2017 — Борис Миливојевић
- 2018 — Катарина Жутић